# Estação Mellunmäki

Mellunmäki é uma estação das 16 estações da linha única do Metro de Helsínquia.

| Oeste ou norte          |  |                |  | Leste ou Sul |
| ----------------------- |  | -------------- |  | ------------ |
| Kontula sentido Tapiola |  | M2 (d) término |  |              |
| editar no Wikidata      |  |                |  |              |